# Cornill Schut
Versions successives
Représentations notables
- 6 juin 1893 au Hofoper à Dresde
- 17 février 1900 au Teatro Comunale de Trieste

Personnages
- Cornill Schut (ténor), Frans Hals (basse), Craesbecke (baryton), peintres
- Elisa van Thourenhoudt (soprano)
- Gertruda (mezzosoprano)
- Kettel (contralto)
- Peintres, marins, pêcheurs, citoyens flamands, enfants et femmes de la ville

Cornill Schut est un opéra en 3 actes d'Antonio Smareglia sur un livret de Luigi Illica. Il a été joué pour la première fois au Théâtre national de Prague le 20 mai 1893 dans une traduction tchèque de Václav Juda Novotný (de),. Le 6 juin suivant était représenté à Dresde au Hofoper. Les deux représentationces ont été très réussies. La création en italien a eu lieu au Teatro Comunale de Trieste le 17 février 1900 et a connu « un succès splendide, avec d'innombrables appels à chaque acte ».
L'œuvre a ensuite été révisée et en 1928, elle a été mise en scène sous le titre Pittori fiamminghi.

## Argument
L'action se déroule dans et autour d'Anvers entre 1600 et 1630, et se concentre sur le personnage principal, un peintre qui veut atteindre la gloire éternelle avec son art.

## Rôles
| Rôle                   | Voix         |
| ---------------------- | ------------ |
| Cornill Schut, peintre | ténor        |
| Frans Hals, peintre    | basse        |
| Craesbecke, peintre    | baryton      |
| Elisa van Thourenhoudt | soprano      |
| Gertruda               | mezzosoprano |
| Kettel                 | contralto    |

## Discographie
Les préludes des trois actes sont présents dans : Antonio Smareglia : Ouvertures et Intermezzi ; chef d'orchestre Silvano Frontalini, Orchestre symphonique lituanien de Vilnjus ; Bongiovanni GB2142 (1982).